# George Perren
Pour les articles homonymes, voir Perren.
 (janvier 2020).
George Perren, né en 1827 et mort le 7 avril 1909, est un ténor anglais actif en concert et en opéra.

## Biographie
Il est né dans le quartier de Camberwell à Londres. Après plusieurs apparitions en concert dans les provinces, il part étudier à Milan auprès de Giovanni Battista Lamperti et de retour en Angleterre fait ses débuts au Surrey Theatre le 28 mai 1855 dans Faust and Marguerite de Meyer Lutz. Pendant plusieurs années chante au sein de la compagnie italienne d'opéra au Her Majesty's Theatre. Il chante à la première de Raymond et Agnès d'Edward Loder au Théâtre royal de Manchester (en) le 14 avril 1855 et à la première de l'opéra She Stoops to Conquer de George Alexander McFarren à Drury Lane Theatre le 11 février 1864.
Perren est également populaire comme chanteur de ballades  et compose plusieurs pièces dans ce genre.
Il se retire de la scène dans les années 1880 et meurt à Hove dans le Sussex le 7 avril 1909.